# オスカル・ジェグー
オスカル・ジェグー（Oscar Jégou、2003年5月31日 - ）は、フランス選手権トップ14のラ・ロシェル（スタッド・ロシュレ）に所属している、フランスのラグビーユニオン選手。

## 経歴
フランスのラ・ロシェルにあるオレロン島生まれ。6歳の時にスタッド・ロシュレに入団した。小学生の時にはフランスのアルティメットのタイトルを獲得した。
2023年1月、U20フランス代表となり、U20シックス・ネイションズ・チャンピオンシップに出場。初戦は控え出場だったが、最終戦までにはキャプテンを任された。
20歳になる直前の2023年5月28日、フランス選手権トップ14に出場。スタッド・ロシュレでのプロデビューを果たした。
2023年8月20日、フランス選手権トップ14の2023-24シーズン開幕戦の後にコカインの陽性反応が出た。試合の2日前にパーティーで摂取したといい、1か月間の出場停止処分を科された。
2024年6月、フランス代表のアルゼンチン遠征チームに選ばれた。
21歳の時、2024年7月6日にアルゼンチンのメンドーサで行われたアルゼンチン代表戦において、7番フル出場で初キャップを得た。
この試合後の夜から翌日までにおいて、チームメイトのウーゴ・オーラドゥ（Hugo Auradou）と共に、一人の女性に対して性的暴行を行ったとして、アルゼンチン警察によって逮捕・拘留・起訴された。しばらく出国禁止となり、約2か月ぶりの9月4日にフランスへ帰国した。2024年12月10日に、公訴棄却判決が出された。
2025年1月31日からの2025年シックス・ネイションズ・チャンピオンシップでフランス代表に復帰し、第4節アイルランド代表戦では、代表初トライを挙げた。